# Sankt Michaelisdonn
Sankt Michaelisdonn est une commune d'Allemagne, située dans le Land de Schleswig-Holstein.